# 小行星6785
小行星6785（英語：6785）是一颗围绕太阳公转的小行星。1990年11月12日，H. Shiozawa、鬼沢稔在藤枝市发现了此天体。
这颗小行星的绝对星等为120.48713等。